# Pierre-Perthuis
Pierre-Perthuis ist eine französische Gemeinde mit 104 Einwohnern (Stand: 1. Januar 2022) im Département Yonne in der Region Bourgogne-Franche-Comté. Die Gemeinde gehört zum Arrondissement Avallon und zum Kanton Joux-la-Ville. Die Einwohner werden Perthuisiens und Perthuisiennes genannt.

## Geografie

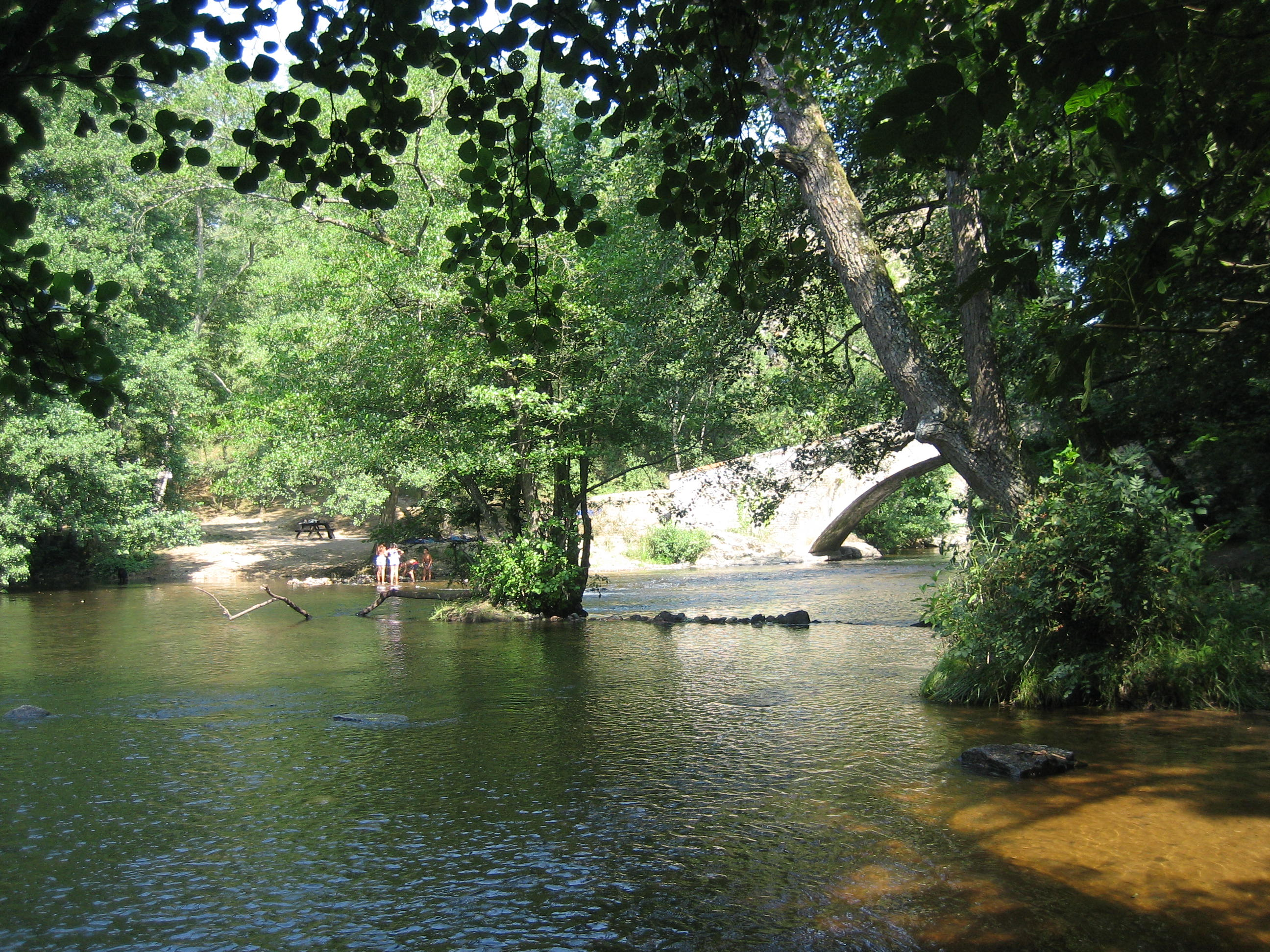
Die Cure bei Pierre-Perthuis

Pierre-Perthuis liegt etwa 43 Kilometer südsüdöstlich von Auxerre und etwa 10 Kilometer südwestlich von Avallon auf einer Hochebene oberhalb der Cure. Außerdem wird die Gemeinde von den Bächen Ruisseau des Goths und Ru des Soevres entwässert. Am rechten Ufer der Cure erhebt sich eine Steilwand von etwa fünfzehn Metern Höhe. In der Nähe dieser Steilwand befindet sich auf einem Felsvorsprung ein Bogen namens „Roche Percée“, der im Laufe der Zeit durch Erosion ausgespült wurde und aus Granit besteht. Die obere Schicht wird auf ein Alter von 185 Millionen Jahren datiert. Der Bogen ist sechs Meter hoch und acht Meter breit. Über zwei Drittel der Fläche der Gemeinde Pierre-Perthuis werden landwirtschaftlich genutzt.
Umgeben wird Pierre-Perthuis von den Nachbargemeinden Saint-Père im Norden und Nordwesten, Menades im Nordosten, Domecy-sur-Cure im Süden und Osten, Fontenay-près-Vézelay im Südwesten sowie Foissy-lès-Vézelay im Westen.

## Einwohnerentwicklung
| Jahr                       | 1962 | 1968 | 1975 | 1982 | 1990 | 1999 | 2006 | 2013 | 2020 |
| -------------------------- | ---- | ---- | ---- | ---- | ---- | ---- | ---- | ---- | ---- |
| Einwohner                  | 71   | 77   | 73   | 72   | 70   | 104  | 118  | 136  | 107  |
| Quellen: Cassini und INSEE |      |      |      |      |      |      |      |      |      |

## Sehenswürdigkeiten
- Kirche Saint-Léonard
- Burgreste aus dem 12. Jahrhundert, Reste des Ausfalltors sind seit 1971 als Monument historique eingeschrieben
- Festes Haus aus dem 16. Jahrhundert
- Alte Brücke über die Cure, seit 1921 als Monument historique klassifiziert

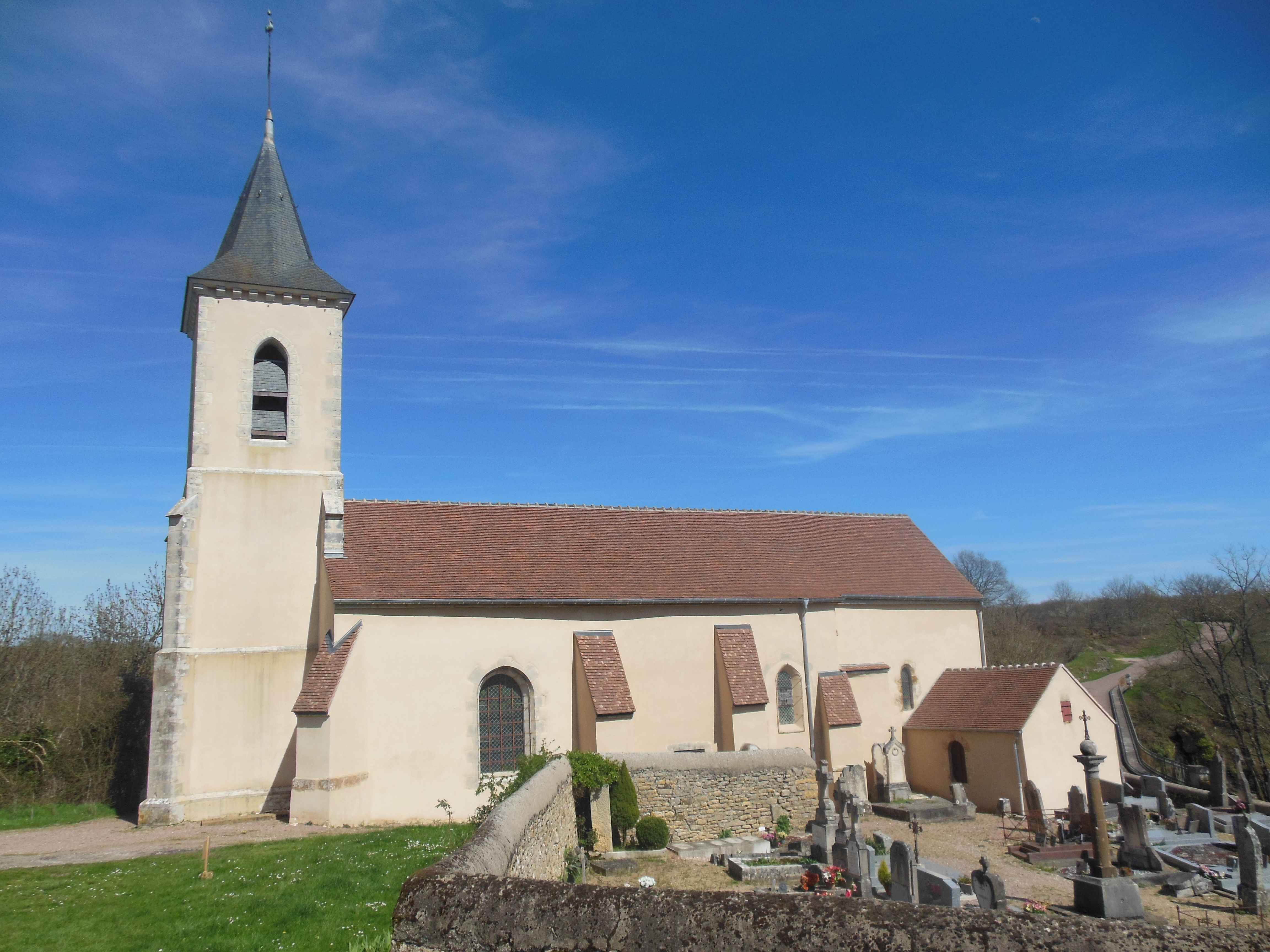
Kirche Saint-Léonard
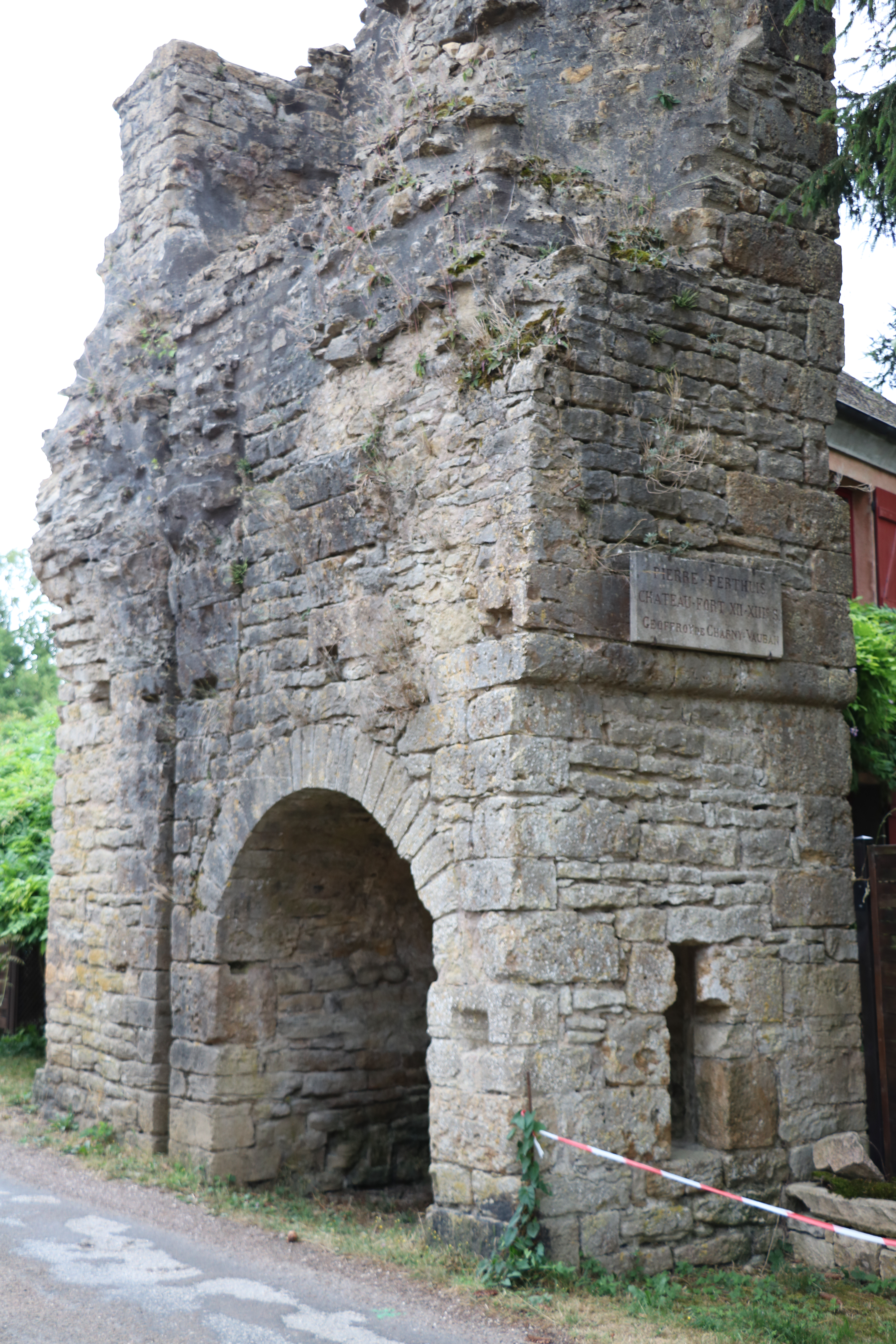
Reste des Ausfalltors
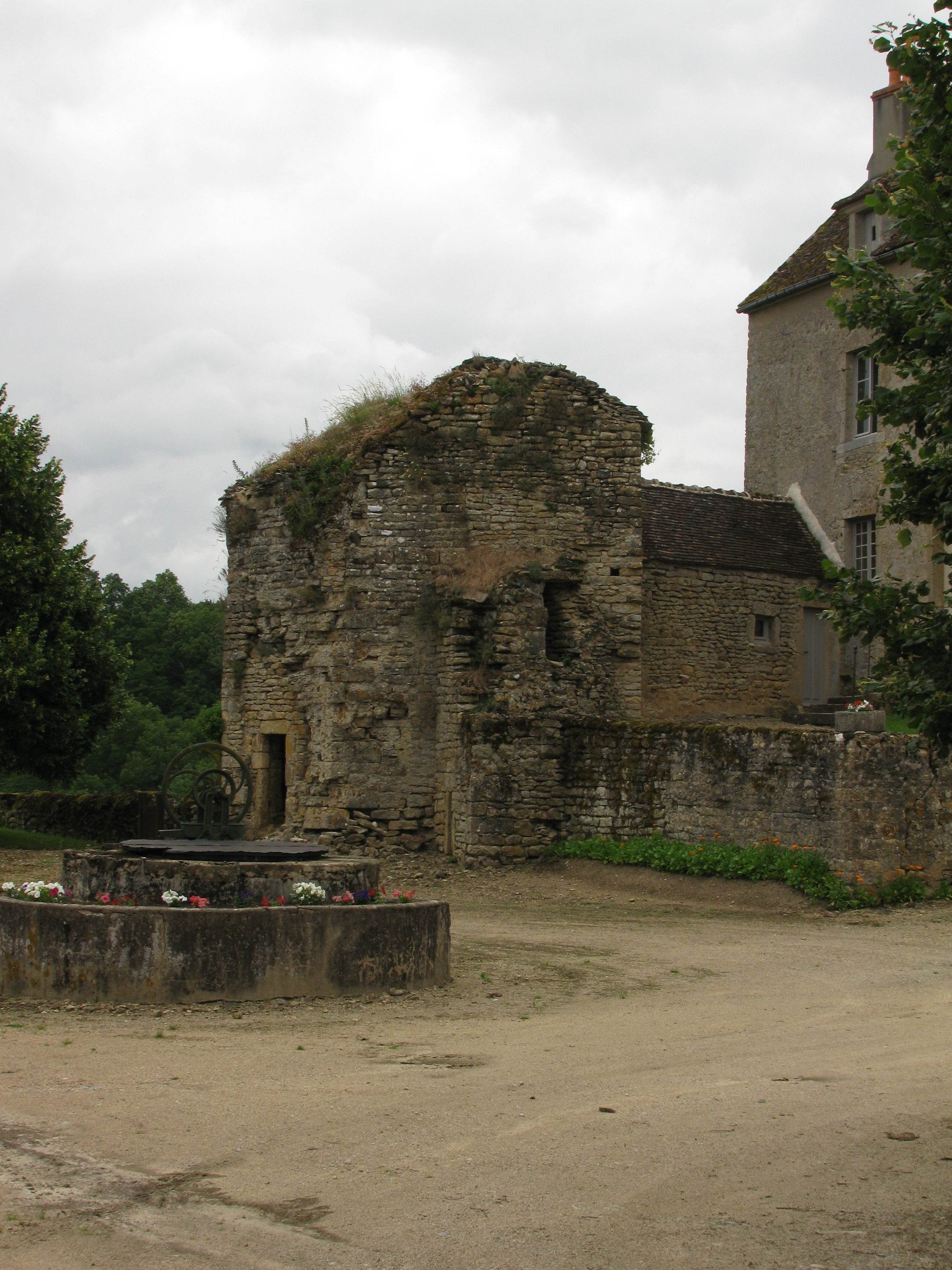
Burgreste
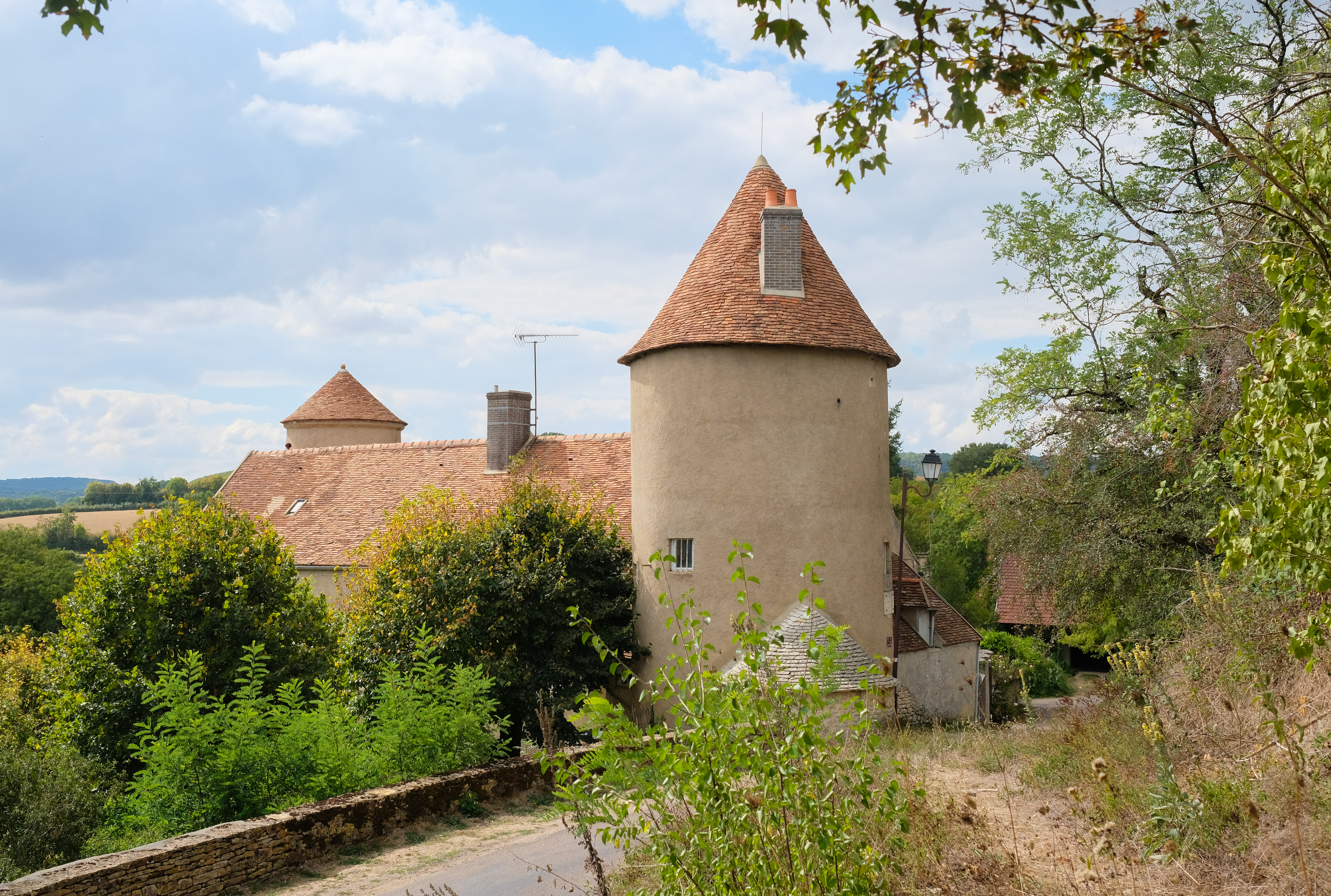
Festes Haus
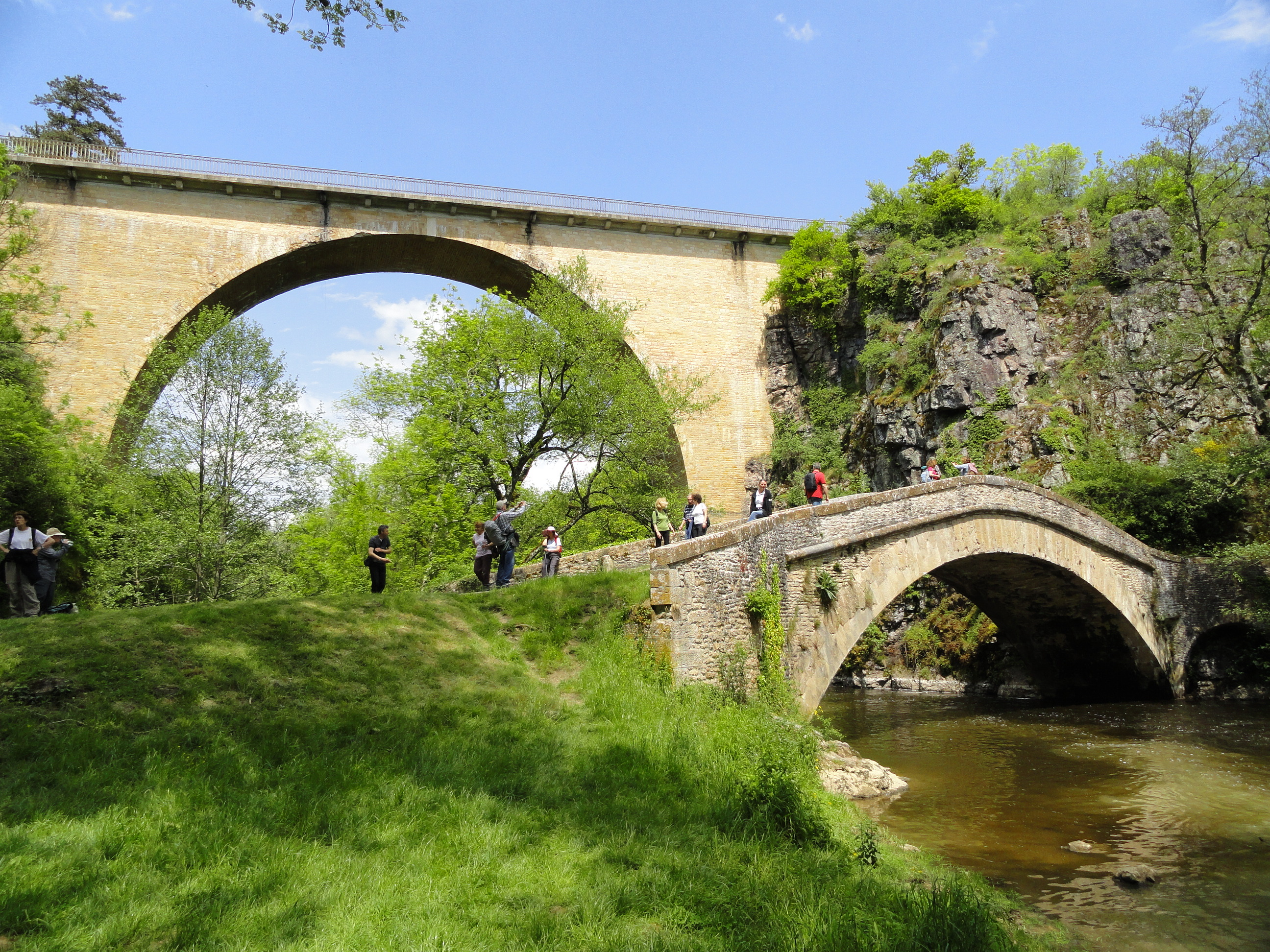
Brücken über die Cure, rechts die „alte“ Brücke